# 上原结衣
上原结衣（1989年10月10日—），出生于日本新潟县，前AV女优。
曾隶属于T-Powers，转籍KRONE后改名为上原志织。身高：156cm，三围：B82、W58、H82、C罩杯。

## 简历
- 2010年6月，凭借《New Comer》在Max A出道。
- 她的名字在2013年暂时改为上原志织。他于2014年1月退休，但据报道于2017年复出。[2]
- 退役后，她改回上原结衣，并于2018年4月恢复Twitter等媒体活动。[3]

## 人物介绍
- 爱好：美甲
- 特长：化妆
- 她在《周刊大集》中饰演与女演员新垣结衣相似的角色。
- 她首次亮相的动力是她自己向该机构的网站提出申请。我找到了我欣赏的AV女优Rio的经纪公司，并提出了申请。 [4]
- 在出道之前，她一直兼职做直播，但从未看过 AV。